# The Farrington
The Farrington – miejscowość i dystrykt na Anguilli. W 2001 liczyła około 546 mieszkańców.